# Ispartaspor
Ispartaspor ist ein türkischer Fußballverein aus Isparta, der zurzeit in der TFF 2. Lig spielt. Der Verein war früher lange Jahre in der zweithöchsten türkischen Spielklasse vertreten. Die Vereinsfarben sind in Anlehnung auf die Rose und dessen Blätter auf dem Logo Grün-Pink.

## Geschichte
Der Verein wurde offiziell am 11. Oktober 1967 gegründet. Die Zusammenstellung der ersten richtigen Mannschaft folgte jedoch am 23. Februar 1968 mit dem Beitritt der Vereine Doğanspor und Esnafspor.
In der Saison 1975/76 stieg der Verein unter der Führung des damaligen Trainers Gazenfer Olcayto in die dritte Liga auf, was als erster Erfolg des Vereins gefeiert wurde. Der Verein bestritt einige Jahre seine Spiele in der zweiten türkischen Liga, bis er nach der Spielzeit 1982–1983 wieder in die dritte Liga abstieg. Mit Beginn der Saison 1985/1986 erinnerte der Verein wieder an die Leistungen der vorigen Jahre und stieg  unter der Führung vom Trainer Turgay Meto wieder in die zweite Liga auf. Den letzten Erfolg feierte der Verein bei dem Aufstieg nach der Saison 1999/00. Nach nur einer Spielzeit stieg die Mannschaft jedoch wieder ab. 
Der Erzrivale des Vereins ist die lokale Fußballmannschaft der Nachbarstadt Afyonkarahisar.